# Karl Kodric
Karl Kodric war ein österreichischer Motorradrennfahrer, der zu Beginn der 1920er-Jahre als Werksfahrer für Garelli international – u. a. bei der Österreichischen TT – auftrat.

## Rennsportkarriere
Der bedeutendste Erfolg von Kodric war:
- 13. Mai 1923 – Sieg in der Klasse bis 350 cm³ bei der 1. Österreichischen T.T. auf dem Rennkurs bei Breitenfurt bei Wien. Mit seinem Sieg setzte er sich gegen zahlreiche internationale Fahrer durch, darunter Isacco Mariani, ebenfalls auf Garelli.

In den darauffolgenden Jahren nahm Kodric an weiteren Rennen teil, jedoch ohne nennenswerte Erfolge.